# São Paulo Futebol Clube (féminines)
Actualités
Le São Paulo Futebol Clube est un club brésilien de football féminin fondé en 1997 dans la ville de São Paulo. 

## Histoire
Le club de football féminin est créé en 1997 et fait partie du club omnisports São Paulo Futebol Clube fondé en 1930.
Dès sa première saison São Paulo remporte toutes les compétitions auxquelles il participe, entre autres le championnat Paulista et la Coupe du Brésil.
En 2000, pour des raisons financières l'équipe féminine est dissoute, après des tentatives de relance en 2001, 2005 puis 2015, finalement en 2017 les bases solides pour une section féminine sont construites en collaboration avec le club Associação Desportiva Centro Olímpico (la fédération brésilienne de football oblige les clubs à avoir une section féminine à partir de la saison 2019, au cas contraire le club masculin ne peut disputer la Copa Libertadores).
En 2019, le club annonce le retour aux compétitions nationales en signant l'attaquante internationale Cristiane et remporte en fin de saison le titre de champion de la deuxième division la Serie A2.
Pour sa première saison en Serie A1, la première division brésilienne, São Paulo atteint les demi-finales du championnat.
Le club se qualifie pour la finale de Série A en 2024, mais est sévèrement battu par les rivales de Corinthians (3-1, 2-0) devant une affluence record de 44 136 spectateurs.
En 2025, le SPFC remporte la supercoupe aux tirs au but (0-0, 4-3) face aux Corinthians.

### Rivalités
Le derby contre Palmeiras est appelé Choque-Rainha (choc des Reines) par rapport au derby masculin appelé Choque Rei. Sao Paulo dispute également le derby contre Corinthians, appelé Clássico majestoso.

## Palmarès
| Compétitions nationales | Compétitions régionales                                     | Compétitions amicales                        |
| --- | ----------------------------------------------------------- | -------------------------------------------- |
| - Championnat du Brésil D2 (1) : - Champion : 2019 - Coupe du Brésil (1) : - Vainqueur : 1997 - Supercoupe du Brésil (1) : - Vainqueur : 2025 | - Championnat de São Paulo (2) : - Vainqueur : 1997 et 1999 | - Brasil Ladies Cup (1) : - Vainqueur : 2021 |